# Олесницкий, Збигнев (примас)
Зби́гнев Олесни́цкий (1430 — 2 февраля 1493) — польский церковный и государственный деятель, секретарь королевский, епископ куявский (1473—1481), подканцлер коронный (1473—1476), архиепископ гнезненский и примас Польши (1481—1493).

## Биография
Представитель польского дворянского рода Олесницких герба «Дембно». Сын маршалка великого коронного Яна Олесницкого (ок. 1400—1460) и племянник епископа краковского Збигнева Олесницкого (1389—1455).
В 1473 году Збигнев Олесницкий стал епископом куявским и подканцлером коронным.
В 1481 году он получил от короля Казимира Ягеллончика сан архиепископа гнезненского. Во время отсутствия короля Збигнев Олесницкий замещал монарха и руководил государственными делами. Провёл несколько провинциальных синодов для решения церковных вопросов и сбора налогов на военные экспедиции короля. Часто путешествовал, почти постоянно ездил по своей архиепархии.
В конце правления Казимира Ягеллончика ухудшились отношения между архиепископом и монархом, вероятно, из-за конкуренции со стороны епископа краковского, королевича Фредерика Ягеллона.
После смерти польского короля Казимира Ягеллончика в 1492 году примас Збигнев Олесницкий возглавил партию «Пястов», которая пыталась добиться избрания мазовецкого князя Януша III на польский королевский престол. После избрания Яна Ольбрахта Збигнев Олесницкий короновал его 23 сентября 1492 года в Вавельском соборе.
2 февраля 1493 года Збигнев Олесницкий скончался в Ловиче, он был похоронен в Гнезненском кафедральном соборе. Немецкий скульптор Фейт Штос изготовил для него надгробную плиту из красного венгерского мрамора.